# Rio Formoso
Rio Formoso là một đô thị thuộc bang Pernambuco, Brasil. Đô thị này có diện tích 433 km², dân số năm 2007 là 20918 người, mật độ 48,31 người/km².